# Ferhat Saglam
Ferhat Saglam (Vaduz, 10 de octubre de 2001) es un futbolista liechtensteiniano que juega en la demarcación de delantero para el FC Balzers de la 2. Liga.

## Selección nacional
Tras jugar con la selección de fútbol sub-17 de Liechtenstein y la sub-19 hizo su debut con la selección absoluta el 17 de junio de 2023 en un partido de clasificación para la Eurocopa 2024 contra Luxemburgo que finalizó con un resultado de 2-0 a favor del combinado luxemburgués tras los goles de Danel Sinani y Gerson Rodrigues.

## Clubes
| Club                | País          | Año       | Partidos | Goles |
| ------------------- | ------------- | --------- | -------- | ----- |
| FC Vaduz            | Liechtenstein | 2018-2019 | 5        | 1     |
| FC Balzers (cedido) | Liechtenstein | 2019      | 14       | 2     |
| FC Vaduz            | Liechtenstein | 2019-2022 | 8        | 0     |
| SC Kriens           | Suiza         | 2022      | 0        | 0     |
| USV Eschen/Mauren   | Liechtenstein | 2022-2023 | 15       | 0     |
| FC Vaduz            | Liechtenstein | 2023-2024 |          |       |
| S. C. Brühl         | Suiza         | 2024-2025 | 13       | 0     |
| FC Balzers          | Liechtenstein | 2025-     | 12       | 5     |